# Конвой QP 8
Конвой QP 8 (англ. Convoy QP 8) — зворотній арктичний конвой транспортних і допоміжних суден у кількості 15 одиниць, який у супроводженні союзних кораблів ескорту здійснив перехід від радянського порту Мурманськ до берегів Ісландії. 1 березня 1942 року конвой вийшов з мурманського порту і попрямував до берегів Ісландії. 7 березня в результаті атаки німецького есмінця Z14 «Фрідріх Ін» одне судно було затоплено. 9 березня QP 8 розділився, 5 суден 11 числа прибули до Хваль-фіорду в супроводі корветів «Оксліпа» та «Світбріара», а решта прямували до Акурейрі.

## Кораблі та судна конвою QP 8

### Транспортні судна
Позначення
| Назва                    | Прапор          | Тоннаж (GRT) | Прим.                                                           |
| ------------------------ | --------------- | ------------ | --------------------------------------------------------------- |
| Atlantic (1939)          | Велика Британія | 5 414        |                                                                 |
| British Pride (1931)     | Велика Британія | 7 106        |                                                                 |
| British Workman (1922)   | Велика Британія | 6 994        |                                                                 |
| Cold Harbor (1920)       | Панама          | 5 010        |                                                                 |
| El Lago (1920)           | Панама          | 4 221        |                                                                 |
| Elona (1936)             | Велика Британія | 6 192        |                                                                 |
| Empire Selwyn (1941)     | Велика Британія | 7 167        |                                                                 |
| Explorer (1935)          | Велика Британія | 6 235        |                                                                 |
| «Фрідріх Енгельс» (1930) | СРСР            | 3 972        |                                                                 |
| «Іжора» (1921)           | СРСР            | 2 815        | 7 березня потоплений атакою німецького есмінця Z14 «Фрідріх Ін» |
| Larranga (1917)          | США             | 3 804        |                                                                 |
| Noreg (1931)             | Норвегія        | 7 605        |                                                                 |
| «Революціонер» (1936)    | СРСР            | 2 900        |                                                                 |
| «Тбілісі» (1912)         | СРСР            | 7 169        |                                                                 |
| West Nohno (1919)        | США             | 5 769        |                                                                 |

### Кораблі ескорту
| Ближній ескорт              |                                         |                                       |                                              |
| «Гремящий»                  | Військово-морський флот СРСР            | ескадрений міноносець типу 7          | 1-3 березня Північний флот ВМФ СРСР          |
| «Громкий»                   | Військово-морський флот СРСР            | ескадрений міноносець типу 7          | 1-3 березня Північний флот ВМФ СРСР          |
| «Харрієр»                   | Військово-морські сили Великої Британії | Тральщик типу «Гальсіон»              | 1-3 березня                                  |
| «Шарпшутер»                 | Військово-морські сили Великої Британії | тральщик типу «Гальсіон»              | 1-3 березня                                  |
| Океанський ескорт           |                                         |                                       |                                              |
| «Хазард»                    | Військово-морські сили Великої Британії | тральщик типу «Гальсіон»              | 1-11 березня                                 |
| «Саламандер»                | Військово-морські сили Великої Британії | Тральщик типу «Гальсіон»              | 1-11 березня                                 |
| «Оксліп»                    | Військово-морські сили Великої Британії | корвет типу «Флавер»                  | 1-11 березня                                 |
| «Світбріар»                 | Військово-морські сили Великої Британії | корвет типу «Флавер»                  | 1-11 березня                                 |
| Далекий крейсерський ескорт |                                         |                                       |                                              |
| «Найджерія»                 | Військово-морські сили Великої Британії | легкий крейсер типу «Коронна колонія» | 2-7 березня                                  |
| «Кент»                      | Військово-морські сили Великої Британії | важкий крейсер типу «Каунті»          | нетривалий час забезпечував ближній супровід |
| «Лондон»                    | Військово-морські сили Великої Британії | Важкий крейсер типу «Каунті»          | нетривалий час забезпечував ближній супровід |